# Campeonato Carioca de Futebol de 1926
O Campeonato Carioca de Futebol de 1926 é a 23ª edição do torneio. O São Cristóvão consagrou-se campeão pela primeira e única vez.

## Classificação final
| Classificação | Classificação   | Classificação | Classificação | Classificação | Classificação | Classificação | Classificação | Classificação | Classificação |
| Pos           | Time            | PG            | J             | V             | E             | D             | GP            | GS            | SG            |
| ------------- | --------------- | ------------- | ------------- | ------------- | ------------- | ------------- | ------------- | ------------- | ------------- |
| 1             | São Cristóvão   | 30            | 18            | 14            | 2             | 2             | 70            | 37            | +33           |
| 2             | Vasco da Gama   | 29            | 18            | 14            | 1             | 3             | 66            | 30            | +36           |
| 3             | Fluminense      | 27            | 18            | 13            | 1             | 4             | 50            | 27            | +23           |
| 4             | Bangu           | 21            | 18            | 10            | 1             | 7             | 50            | 34            | +16           |
| 5             | Flamengo        | 19            | 18            | 7             | 5             | 6             | 53            | 40            | +13           |
| 6             | Botafogo        | 14            | 18            | 7             | 0             | 11            | 55            | 67            | -12           |
| 7             | Syrio e Libanez | 14            | 18            | 6             | 2             | 10            | 36            | 53            | -17           |
| 8             | America         | 11            | 18            | 5             | 1             | 12            | 42            | 56            | -14           |
| 9             | Villa Isabel    | 10            | 18            | 4             | 2             | 12            | 27            | 51            | -24           |
| 10            | SC Brasil       | 5             | 18            | 2             | 1             | 15            | 25            | 79            | -54           |

## Premiação
| Campeonato Carioca de 1926        |
| --------------------------------- |
| Rio de Janeiro                    |
| São Cristóvão Campeão (1° título) |

## Equipe
Paulino Cataldo; Octávio de Menezes Póvoa; José Luis de Oliveira – “Zé Luis”; Judo Castilho de Faria – “Julinho”; Henrique Carneiro; Oswaldo Affonso de Castro – Osvaldo “Manobra; Octávio de Oliveira – Octávio “Jaburu”; Vicente Alves de Oliveira; Artur dos Santos – Artur “Baianinho”; Theóphilo Bethencourt Pereira – Teófilo; Álvaro Martins'; Alfredo de Almeida Rego – “Doca” 